# Утакмице фудбалске репрезентације Мађарске 1942.
| Домаћин · 1942 | Гост · 1942 |

Фудбалска репрезентација Мађарске је током 1942. године одиграла три утакмице. Остварила је једну победу, један реми и један пораз.
Савезни селектори националног тима у овом периоду су били:
- Јожеф Фабиан 237 — 238.
- Калман Ваги 239.[note 1]

## Утакмице
| Мађарска                                               | 3 : 5 (3 : 1) | Немачка                                            |
| ------------------------------------------------------ | ------------- | -------------------------------------------------- |
| Нађмароши 18’ (пен) · Женгелер 30’ · Андраш Тихањи 45’ | Извештај      | Валтер 16’ 65’ · Јанес 59’ · Дерфел 70’ · Зинг 89’ |

| Мађарска | 1 : 1 (0 : 0) | Хрватска                |
| -------- | ------------- | ----------------------- |
| Суса 60’ | Извештај      | Плеше 78’ · Кацијан 87’ |

| Мађарска                                         | 3 : 0 (1 : 0) | Швајцарска |
| ------------------------------------------------ | ------------- | ---------- |
| Бодола 30’ · Антал Немет 73’ · Маћаш Тот III 79’ | Извештај      |            |

## Играчи репрезентације
| - Ђула Женгелер - Ференц Суса - Јулиу Бодола - Маћаш Тот - Шандор Биро - Франциск Шпилман (Ференц Шарвари) - Јанош Дудаш |